# Evippa
Evippa Simon, 1882 è un genere di ragni appartenente alla famiglia Lycosidae.

## Distribuzione
Le 37 specie note di questo genere sono state reperite in Asia (28 specie), in Africa (9 specie) e in Europa (1 specie): la specie dall'areale più vasto è la E. praelongipes rinvenuta in diverse località dall'Egitto all'India, in Pakistan e Kazakistan..

## Tassonomia
Ritenuta sinonimo anteriore di Evippella Strand, 1906, a seguito di un lavoro di Alderweireldt del 1991.
Non sono stati esaminati esemplari di questo genere dal 2016.
Attualmente, a gennaio 2017, si compone di 37 specie:
1. Evippa aculeata (Kroneberg, 1875) — Asia centrale
2. Evippa aequalis Alderweireldt, 1991 — Senegal, Sudan
3. Evippa apsheronica Marusik, Guseinov & Koponen, 2003 — Azerbaigian
4. Evippa arenaria (Audouin, 1826)[2] — Africa settentrionale
5. Evippa badchysica Sternbergs, 1979 — Turkmenistan
6. Evippa banarensis Tikader & Malhotra, 1980 — India
7. Evippa benevola (O. P.-Cambridge, 1885) — Yarkand (Cina)
8. Evippa beschkentica Andreeva, 1976 — Asia centrale
9. Evippa caucasica Marusik, Guseinov & Koponen, 2003 — Azerbaigian
10. Evippa concolor (Kroneberg, 1875) — Tagikistan
11. Evippa douglasi Hogg, 1912 — Cina
12. Evippa eltonica Dunin, 1994 — Russia, Kazakistan
13. Evippa fortis Roewer, 1955 — Iran
14. Evippa jabalpurensis Gajbe, 2004 — India
15. Evippa jocquei Alderweireldt, 1991 — Africa settentrionale
16. Evippa kazachstanica Ponomarev, 2007 — Kazakhstan
17. Evippa kirchshoferae Roewer, 1959 — Tunisia
18. Evippa lugubris Chen, Song & Kim, 1998 — Cina
19. Evippa luteipalpis Roewer, 1955 — Iran
20. Evippa mandlaensis Gajbe, 2004 — India
21. Evippa massaica (Roewer, 1959) — Tanzania
22. Evippa nigerrima (Miller & Buchar, 1972) — Afghanistan
23. Evippa onager Simon, 1895 — Cina, Turkmenistan
24. Evippa praelongipes (O. P.-Cambridge, 1870) — dall'Egitto all'India, Pakistan, Kazakistan
25. Evippa projecta Alderweireldt, 1991 — Kenya
26. Evippa rajasthanea Tikader & Malhotra, 1980 — India
27. Evippa rubiginosa Simon, 1885 — India
28. Evippa russellsmithi Alderweireldt, 1991 — Etiopia, Somalia
29. Evippa schenkeli Sternbergs, 1979 — Turkmenistan
30. Evippa shivajii Tikader & Malhotra, 1980 — India
31. Evippa sibirica Marusik, 1995 — Russia, Mongolia, Kazakistan, Cina
32. Evippa sjostedti Schenkel, 1936 — Asia centrale, Mongolia, Cina
33. Evippa soderbomi Schenkel, 1936 — Mongolia, Cina
34. Evippa sohani Tikader & Malhotra, 1980 — India
35. Evippa solanensis Tikader & Malhotra, 1980 — India
36. Evippa strandi (Lessert, 1926) — Congo, Ruanda, Tanzania
37. Evippa turkmenica Sternbergs, 1979 — Turkmenistan

### Specie trasferite
1. Evippa differta Lawrence, 1952; trasferita al genere Evippomma Roewer, 1959[1].
2. Evippa eberlanzi (Roewer, 1959); trasferita al genere Proevippa Purcell, 1903
3. Evippa ovambica (Lawrence, 1927); trasferita al genere Evippomma Roewer, 1959
4. Evippa peregrina (Audouin, 1826); trasferita al genere Hogna Simon, 1885
5. Evippa relicta Lawrence, 1927; trasferita al genere Evippomma Roewer, 1959
6. Evippa squamulata Simon, 1898; trasferita al genere Evippomma Roewer, 1959

### Sinonimi
1. Evippa brunneopicta (Loksa, 1965); trasferita dal genere Xerolycosa e posta in sinonimia con E. sjostedti Schenkel, 1936 a seguito di un lavoro degli aracnologi Yu & Song (1988c), quando aveva la denominazione di E. potanini[1].
2. Evippa fujianensis Peng, Yin & Kim, 1996; posta in sinonimia con E. sibirica Marusik, 1995 a seguito di un lavoro degli aracnologi Marusik & Buchar del 2004.
3. Evippa helanshanensis Peng, Yin & Kim, 1996; posta in sinonimia con E. sjostedti Schenkel, 1936 a seguito di un lavoro degli aracnologi Marusik & Buchar del 2004.
4. Evippa potanini Schenkel, 1963; posta in sinonimia con E. sjostedti Schenkel, 1936 a seguito di uno studio degli aracnologi Marusik, Guseinov & Koponen del 2003.
5. Evippa straeleni Roewer, 1959; posta in sinonimia con E. strandi (Lessert, 1926) a seguito di un lavoro di Alderweireldt del 1991.

### Nomina dubia
1. Evippa abacata (Karsch, 1881a); esemplari juvenili rinvenuti in Africa settentrionale e trasferiti qui dal genere Pardosa C.L. Koch, 1847, a seguito di un lavoro di Alderweireldt del 1991, ma contra un antecedente lavoro di Roewer (1959b), sono da ritenersi nomina dubia[1].
2. Evippa africana Strand, 1906b; esemplari maschili e femminili reperiti in Etiopia, a seguito di un lavoro di Alderweireldt del 1991, ma contra un antecedente lavoro di Roewer (1959b), sono da ritenersi nomina dubia.
3. Evippa brevipes Strand, 1906b; esemplare femminile rinvenuto in Tunisia, a seguito di un lavoro di Alderweireldt del 1991, ma contra un antecedente lavoro di Roewer (1959b), sono da ritenersi nomen dubium.
4. Evippa typica (Strand, 1906b); esemplare maschile reperito in Tunisia, originariamente ascritto all'ex-genere Evippella, a seguito di un lavoro di Alderweireldt del 1991, ma contra un antecedente lavoro di Roewer (1959b), sono da ritenersi nomina dubia
5. Evippa ungulata (O. Pickard-Cambridge, 1876b); esemplare juvenile rinvenuto in Africa settentrionale, originariamente ascritto al genere Lycosa, trasferito in Evippa da Simon, (1882b); a seguito di un lavoro di Alderweireldt, 1991, ma contra tre pubblicazioni di Denis (1947a), Roewer (1959b) e di Denis, (1966e), è da ritenersi nomen dubium.